# 他山の石
他山の石（たざんのいし）は、四書五経のひとつ『詩経』の記述に基づく故事、慣用句。「他人のつまらない言行、誤りや失敗なども、自分を磨く助けとなる」といった意味であるが、現代の日本語話者の間では、誤った意味で用いることも少なくない表現となっている。